# Bourreria costaricensis
Bourreria costaricensis är en strävbladig växtart som först beskrevs av Paul Carpenter Standley, och fick sitt nu gällande namn av Alwyn Howard Gentry. Bourreria costaricensis ingår i släktet Bourreria och familjen strävbladiga växter. Inga underarter finns listade i Catalogue of Life.